# Woronówka (sielsowiet Wołki)
Woronówka (biał. Вараноўка; ros. Вороновка) – wieś na Białorusi, w obwodzie witebskim, w rejonie postawskim, w sielsowiecie Wołki.

## Historia
W czasach zaborów w granicach Imperium Rosyjskiego.
W dwudziestoleciu międzywojennym zaścianek a następnie kolonia leżała w Polsce, w województwie wileńskim, w powiecie duniłowickim (od 1926 postawskim), w gminie Duniłowicze a następnie w gminie Norzyca.
Według Powszechnego Spisu Ludności z 1921 roku zamieszkiwało tu 31 osób, 3 było wyznania rzymskokatolickiego a 28 prawosławnego. Jednocześnie 7 mieszkańców zadeklarowało polską przynależność narodową a 24 białoruską. Było tu 5 budynków mieszkalnych. W 1931 w 5 domach zamieszkiwało 35 osób.
Miejscowość należała do parafii rzymskokatolickiej w Duniłowiczach i prawosławnej w Norzycy. Podlegała pod Sąd Grodzki w Duniłowiczach i Okręgowy w Wilnie; właściwy urząd pocztowy mieścił się w Duniłowiczach.
W 1938 roku miejscowość należała do gromady Darewo gminy Norzyca.